# Hubert Soudant
Hubert Soudant (Maastricht, 16 de marzo de 1946) es un director de orquesta neerlandés. 

## Carrera
Hubert Soudant ha ganado varios premios competiciones realizadas para directores, incluyendo el Besancon Young Conductor Competition y el Karajan International Conducting Competition.
Soudant ha tenido bajo su cargo la dirección musical de la Orquesta Sinfónica de Utrecht (1974-1980), la Orquesta de Radio France Nouvelle Philharmonique (1981-1983), la Orquesta Toscanini (a partir de 1988), l'Orchestre National des Pays de la Loire (1994-2004) y la Orquesta del Mozarteum de Salzburgo (1995-2004). Él también ha servido como el director principal invitado de la Orquesta Sinfónica de Melbourne. Se convirtió en director principal invitado de la Orquesta Sinfónica de Tokio en octubre de 1999, y asumió el cargo de director musical de dicha orquesta en septiembre de 2004.